# Juegos Bolivarianos de 2005
Los XV Juegos Bolivarianos se llevaron a cabo en las ciudades de Armenia y Pereira entre el 12 y el 21 de agosto de 2005. Fue la primera vez que estas ciudades organizan estos juegos. El evento contó con la participación de las 6 delegaciones de países Bolivarianos, en 36 disciplinas.
El evento deportivo permitió mostrar el desarrollo de los equipos participantes y mostró el avance de la delegación colombiana que estuvo a muy poco de ganarle a la venezolana, gesta que lograría ocho años después en los XVII Juegos Bolivarianos.

## Símbolos
- La Mascota

Inspirados en los rasgos característicos del culmo o tallo de la guadua —de tono amarillento al alcanzar la madurez— y en la forma particular de su follaje, se diseñó una mascota denominada "Guaduito". Esta figura buscaba representar la esencia de la guadua, permitiendo su adaptación a diversos contextos mediante la caracterización: ya sea con trajes típicos, uniformes deportivos o elementos distintivos de distintas disciplinas. Todo ello, sin perder su identidad natural como símbolo de esta planta emblemática.
- Logo

El motivo central comprende un aro amarillo que representa un corte transversal de la guadua, una planta de la región que se utiliza para la construcción, la industria, las artesanías y en labores del campo. De este aro nacen unas líneas verdes (follaje de la guadua) que forman seis figuras humanas con los brazos extendidos hacia arriba en actitud de gloria y de triunfo, calificativos muy propios de los juegos deportivos y del anhelo de todo ser humano en general. Queda así identificado el elemento clave y fundamental de estos juegos deportivos: El Hombre. 
Las seis figuras humanas y el aro central se inscriben subjetivamente sobre un hexágono regular que los agrupa simbolizando el espíritu de fraternidad característico de todo evento deportivo. Cada una representa a los países bolivarianos: Bolivia, Colombia, Ecuador, Panamá, Perú y Venezuela. Todo el conjunto simula girar en un movimiento de rotación, significando lo que representa el deporte como actividad de movimiento  
- El eslogan

La Fuerza de una Región

## Deportes
Durante la XV edición de los juegos Bolivarianos, se disputaron 36 disciplinas deportivas unas consideradas "olímpicas" o que se verán en los juegos Juegos Olímpicos de Beijing 2008 y otras no.
la siguiente es una lista de las disciplinas deportivas que se disputaron durante los juegos:
| - Atletismo - Tiro con arco - Baloncesto - Béisbol - Billar - Bowling - Boxeo - Canotaje - Ciclismo - Equitación | - Esgrima - Esquí acuático - Fútbol - Gimnasia - Judo - Karate - Halterofilia - Lucha - Natación - Clavados | - Racquetball - Sóftbol - Squash - Taekwondo - Tenis - Tenis de mesa - Triatlón - Vela - Voleibol |

## Sedes y escenarios
Durante esta edición 2 ciudades albergaron los juegos Bolivarianos. Las sedes principales fueron Pereira y Armenia. Aunque se desarrollaron algunas disciplinas en las ciudades de Cartagena y Bogotá.

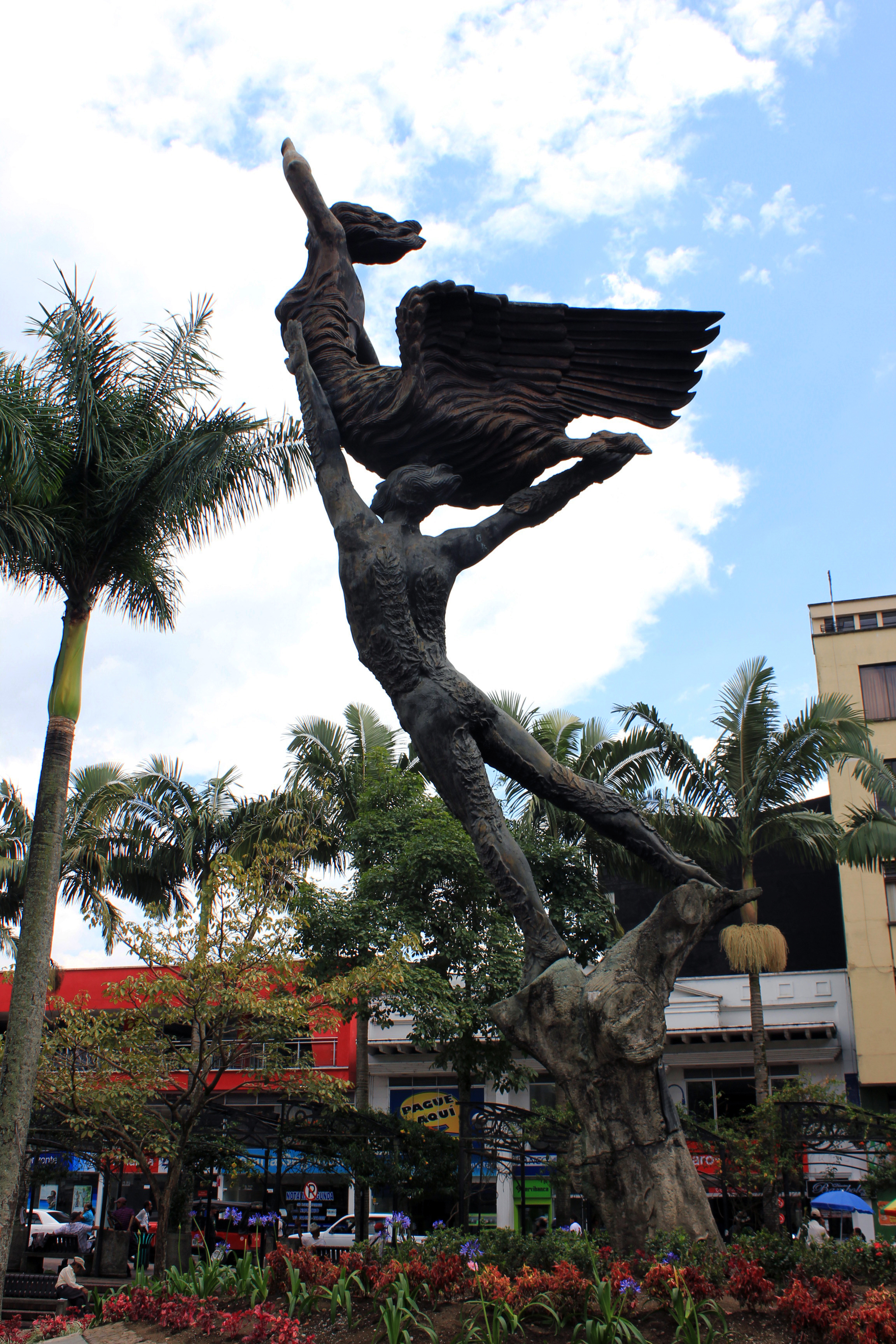
Monumento al Esfuerzo en la plaza de Bolívar de Armenia.

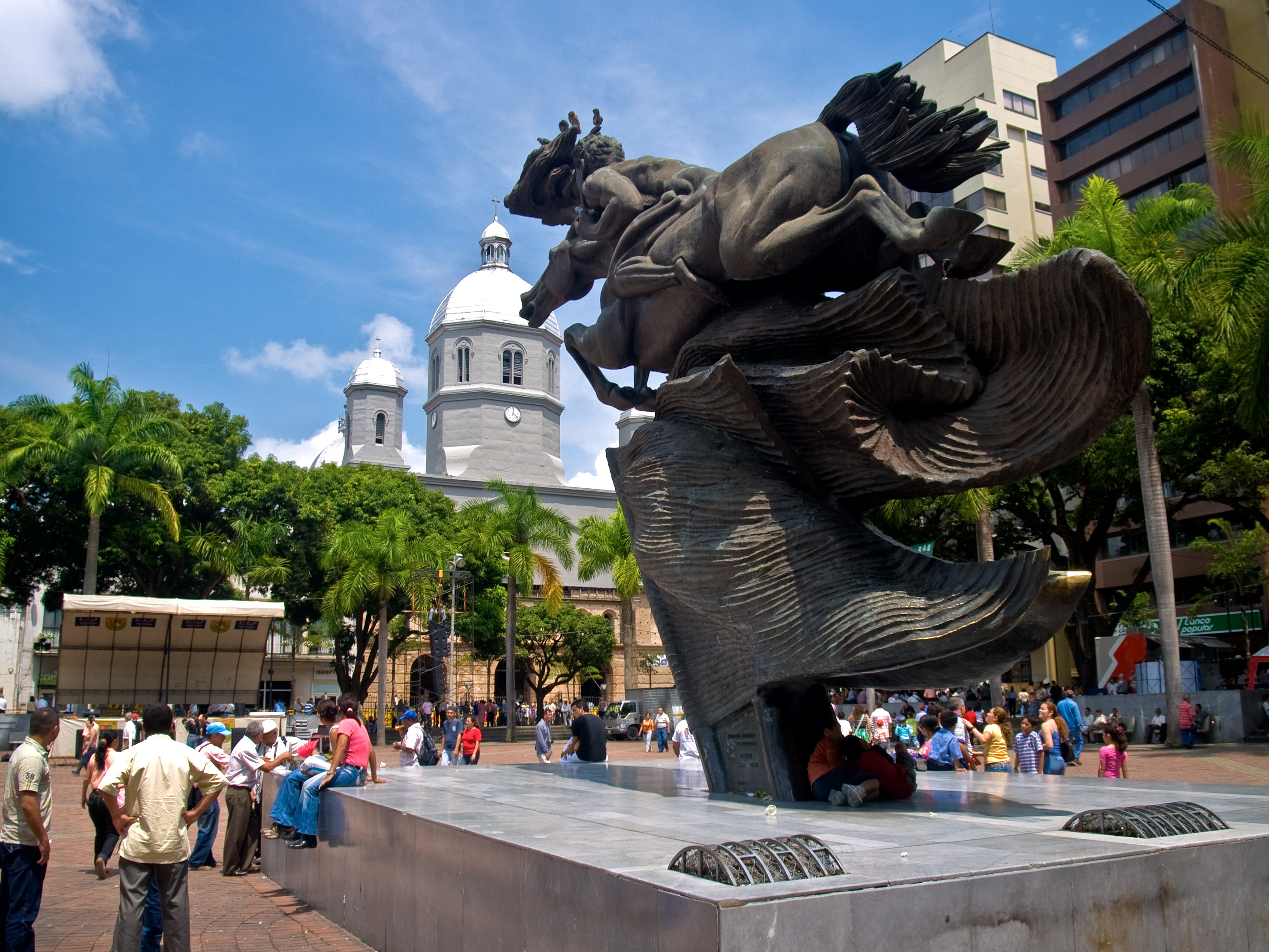
plaza de Bolívar en la ciudad de Pereira.

### Armenia
- Pista Atlética La Villa
- Pista Estadio Centenario de Armenia
- Patinodromo Parque de la Vida
- Coliseo de Gimnasia
- Coliseo del Sur de Armenia
- Coliseo del Café
- Bolo Club de Armenia
- Coliseo Universidad del Quindío
- Coliseo del INEM
- Canchas Universidad del Quindío y Portal del Quindío
- Coliseo Colegio San Luis Rey
- Estadio Centenario de Armenia
- Coliseo del Sur de Calarcá
- Coliseo Municipal de La Tebaida
- Estadio Municipal Alpidio Mejía de La Tebaida
- Estadio Alberto Pava Londoño de Montenegro

### Pereira
- Velódromo Alfonso Hurtado Sarria
- Piscinas Olímpicas Villa
- Coliseo Mayor
- Coliseo Instituto Técnico Superior
- Estadio Hernán Ramírez Villegas
- Bolera Pereira
- Club de Tiro Punto 30
- Vías de la Ciudad - Pereira
- Parque Metropolitano del Café
- Tenis Country Club
- Cancha Liga de Fútbol Villa Olímpica
- Canchas Universidad Tecnológica de Pereira
- Coliseo Menor

### Cartagena
- Estadio Once de Noviembre
- Laguna Luruaco
- Boca Grande y Castillo Grande
- Bahía de Cartagena
- Estadio Unidad Deportiva El Campestre

### Bogotá
- Country Club
- Parque Simón Bolívar

## Medallero
En morado el país anfitrión.
| Núm. | País            | Oro | Plata | Bronce | Total |
| ---- | --------------- | --- | ----- | ------ | ----- |
| 1    | Venezuela (VEN) | 179 | 136   | 105    | 420   |
| 2    | Colombia (COL)  | 173 | 181   | 116    | 470   |
| 3    | Ecuador (ECU)   | 25  | 68    | 135    | 228   |
| 4    | Perú (PER)      | 25  | 19    | 58     | 102   |
| 5    | Bolivia (BOL)   | 10  | 10    | 43     | 63    |
| 6    | Panamá (PAN)    | 2   | 2     | 7      | 11    |